# Otitesella tsjahelae
Otitesella tsjahelae är en stekelart som beskrevs av Priyadarsanan 2000. Otitesella tsjahelae ingår i släktet Otitesella och familjen fikonsteklar. Inga underarter finns listade i Catalogue of Life.